# Kost (hrad)
Kost je gotický hrad v Českém ráji, v katastrálním území Podkost, části obce Libošovice v okrese Jičín v Královéhradeckém kraji. Je chráněn jako kulturní památka.
Hrad byl založen přibližně v polovině čtrnáctého století a jeho prvním doloženým majitelem byl koncem první poloviny čtrnáctého století Beneš III. z Vartenberka. Jeho potomkům Kost patřila až do začátku patnáctého století, kdy ji získali Zajícové z Hazmburka, pro které se až do roku 1497 stala významným rodovým sídlem. Během první poloviny šestnáctého století se na hradě vystřídali páni ze Šelmberka a z Biberštejna, kteří významně rozšířili jeho obytné prostory. Dalším šlechtickým rodem na Kosti se stali Lobkovicové, za nichž přestal hrad sloužit jako vrchnostenské sídlo a začal chátrat. Zanedbaný hrad koupili roku 1637 Černínové z Chudenic, kteří dalších zhruba sto let prováděli jen údržbu nezbytnou pro hospodářský provoz a správu panství. Od roku 1738 hrad vlastnili Netoličtí z Eisenberka, po nichž jej zdědila rodina Kinských dal Borgo – italská linie chlumecké větve původně českého hraběcího rodu Kinských. V roce 1945 byl hrad zestátněn, ale potomci Kinských jej po sametové revoluci dostali zpět.
Hrad z první poloviny čtrnáctého století byl záměrně zbořen a ve druhé polovině téhož století byl na jeho místě postaven hrad nový. Během dvou stavebních fází získalo hradní jádro přibližně dochovanou podobu. Jeho dominantou se stala rozměrná obytná věž, kterou doplňoval protilehlý palác s okrouhlou věží v nároží a druhou menší obytnou věží na severu. Biberštejnové v první polovině šestnáctého století přistavěli další obytné křídlo v prostoru mezi druhou a třetí bránou. Posledního většího rozšíření se Kost dočkala za Lobkoviců, kteří nechali vybudovat hospodářské budovy v podhradí.

## Poloha
Hrad stojí na skalním ostrohu v místě styku tří skalnatých údolí. Jedno vede směrem k Libošovicím a nazývá se Svatoprokopské (též Prokopské). Další údolí se jmenuje Plakánek. Poslední je Turnovské údolí, které je stejně jako dvě předchozí vodnaté.

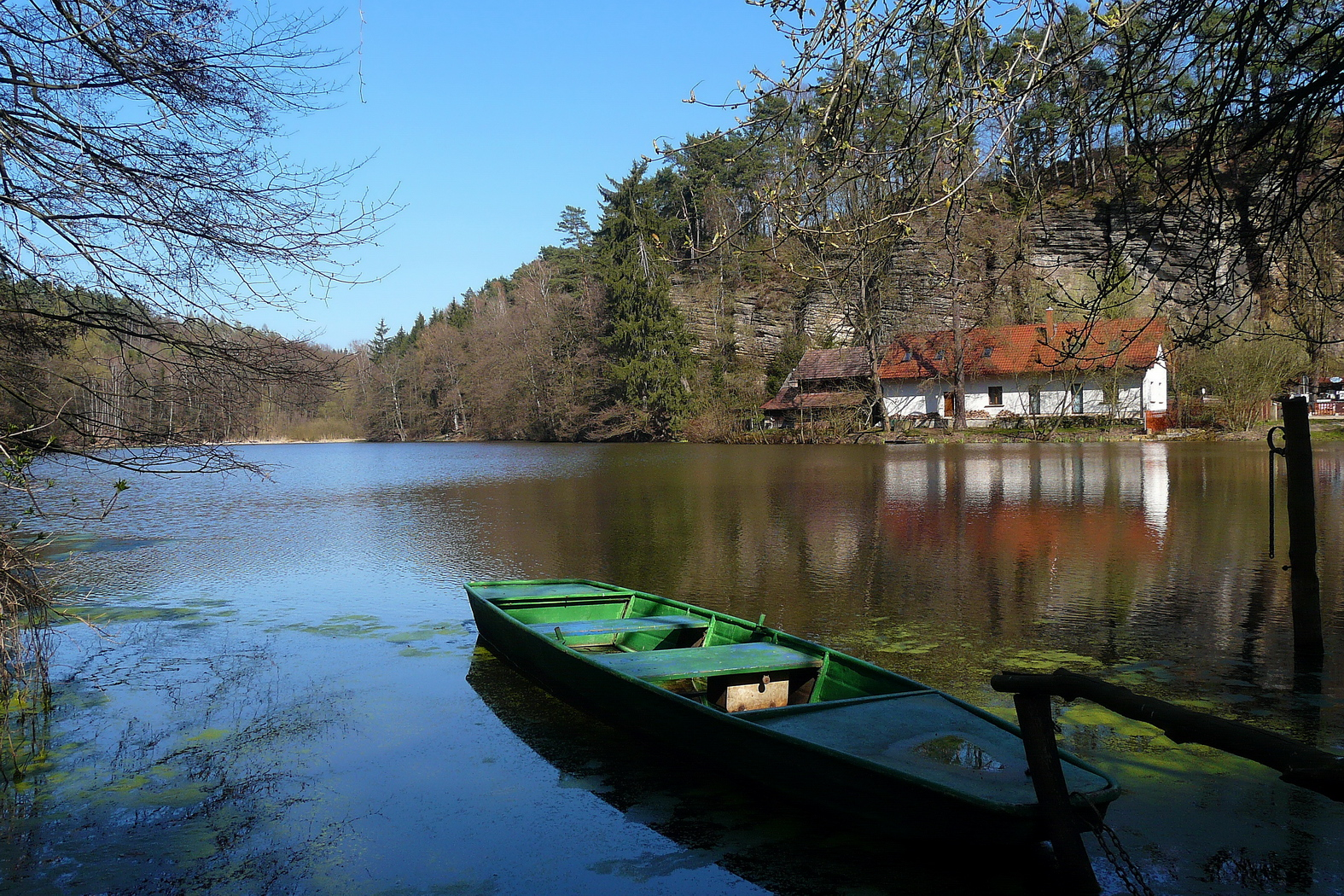
Bílý rybník

Ze všech tří stran byly kolem hradu vybudovány rybníky Bílý, Černý a Labutí, z nichž první dva se dochovaly dodnes. Protržením hrází těchto rybníků bylo možno proměnit okolí hradu v těžko přístupný terén. O něco dále od hradu leží další dva rybníky: severním směrem, na drobném přítoku Klenice, je to Partotický rybník a jižním směrem v Plakánku rybník Obora (Pilský).

## Historie
Výsledky archeologického výzkumu prováděného při rekonstrukci hradu v letech 2019–2020 umožnily datovat založení Kosti do první poloviny čtrnáctého století. Jejím stavebníkem byl Beneš III. z Vartenberka. Beneš v roce 1346 použil přídomek ze Sobotky a o tři roky později, v zakládací listině kláštera v Benátkách nad Jizerou, se poprvé psal jako Beneš z Kosti. Koncem padesátých let čtrnáctého století ustanovil k hradní kapli kaplana Jana, přičemž výslovně uvedl, že sám na hradě sídlí.
Beneš zemřel roku 1358 a hrad zdědili jeho synové Petr a Markvart z Vartenberka. Bratři vlastnili hrad v nedílu nejméně do roku 1371, ale roku 1373 se rozdělili, takže Markvartovi připadly hrady Rohozec a Zbirohy, zatímco Kost si ponechal Petr. Petr byl významným dvořanem krále Václava IV. a jeho ambice se zřejmě odrazily ve snaze o sebeprezentaci razantní přestavbou hradu, během níž byla původní stavba téměř zcela zbořena.
Petr zemřel asi ve druhé polovině roku 1402 a dalším držitelem hradu se stal Jan z Kunštátu a Poděbrad, za kterého se provdala Petrova dcera Eliška. Poslední zmínka o Janovi z Kunštátu je z roku 1407 a o dva roky později už byl jistě mrtvý. Jediná jeho dcera Škonka byla tehdy ještě nezletilá, a správy panství se proto ujala její babička Žofie, vdova po Petrovi z Vartenberka. Správu vykonávala až do roku 1414, kdy se pravděpodobně Škonka z Kunštátu provdala za Mikuláše Zajíce z Hazmburka. Mikuláš byl jako pán hradu uveden poprvé 12. března 1414.

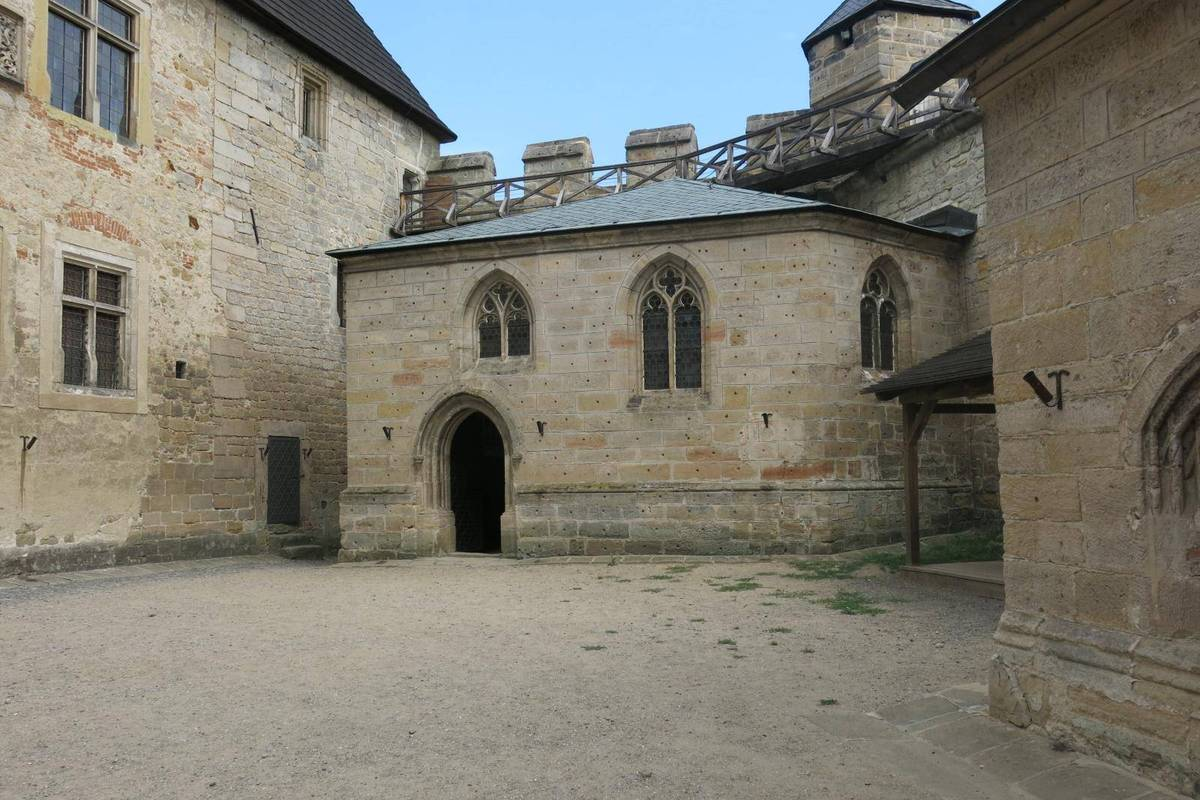
Hradní kaple

Součástí hradu bývala už ve čtrnáctém století kaple Panny Marie, ale před rokem 1412 bylo její patrocinium rozšířeno o zasvěcení Janu Křtiteli. V roce 1424 už se staré zasvěcení Panně Marii nepoužívalo. Podle hypotézy Rudolfa Anděla se tak stalo po smrti Jana z Kunštátu v roce 1409. Malá kaple v okrouhlé věži neumožňovala umístění dalšího oltáře, a proto byla na nádvoří postavena kaple nová. Velkou fresku se znakem Zajíců z Hazmburka v ní nechal namalovat pravděpodobně Mikuláš Zajíc z Hazmburka. Po roce 1551 byla kaple zasvěcena svaté Anně, která byla patronkou Anny z Bibrštejna.

### Zajícové z Hazmburka

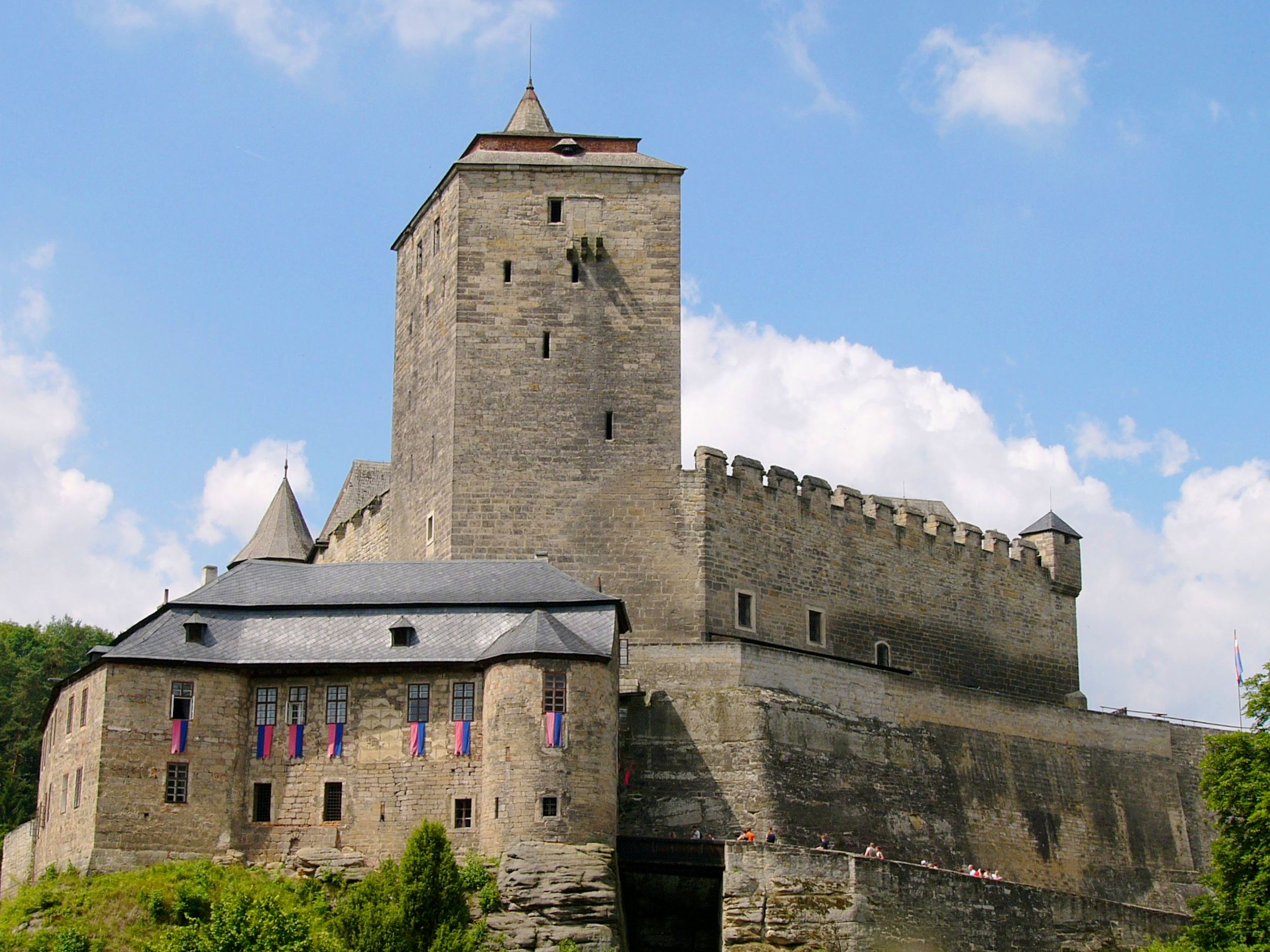
Východní strana hradu

Během husitských válek byla Mikulášova Kost významnou oporou katolíků, a proto se na ni uchýlili katoličtí kněží vyhnaní ze svých farností. Jedním z kněží na Kosti byl původně žerčický farář Ondřej Hrnčíř z Rokycan, který na hradě bydlel v Červené věži a věnoval se opisům Bible. K témuž období se vztahují lidové pověsti o údajném obléhání hradu Janem Žižkou, který měl po svém neúspěchu pronést výroky: „Ten je tvrdý jako kost.“ nebo „Skála patří čertu a kost psu.“ Podle Rudolfa Anděla se pověst o výrocích vztahuje až k pozdějším obléháním v době poděbradských válek, kdy je měl pronést hejtman královského vojska, později lidmi zaměněný za Jana Žižku.
Mikuláš Zajíc z Hazmburka kostské panství roku 1438 rozšířil o Lhotku, Meziluží, Dobšice a Bystřici. Jeho bezdětný příbuzný Zbyněk Zajíc z Hazmburka mu v roce 1452 odkázal Hazmburk a ve stejném roce Mikuláš přikoupil hrad Návarov a o čtyři roky později Choustníkovo Hradiště. Po Mikulášově smrti v roce 1459 se o hrad dělili jeho synové Jan a Oldřich Zajícové z Hazmburka. Bezdětný Oldřich byl ženatý s Annou z Častolovic, Jan se nejpozději roku 1447 oženil s Kateřinou z Častolovic, vdovou po Heroltovi z Kunštátu a jeho druhou manželskou se v roce 1461 stala kněžna Anna Hlubčická († 1478).
Oba bratři se podíleli na volbě Jiřího z Poděbrad králem, ale později patřili k význačným členům opoziční jednoty zelenohorské. V následujících válkách byla Kost v letech 1467 a 1469 obléhána panovníkovým vojskem. Jan Zajíc z Hazmburka v obou případech dobytí hradu odvrátil uzavřením příměří s králem. Přesto i nadále bratři zůstali ve službách uherského krále Matyáše Korvína a teprve na svatováclavském sněmu v Praze roku 1479 Jan Zajíc z Hazmburka slíbil věrnost králi Vladislavovi.

### Páni ze Šelmberka a Biberštejna

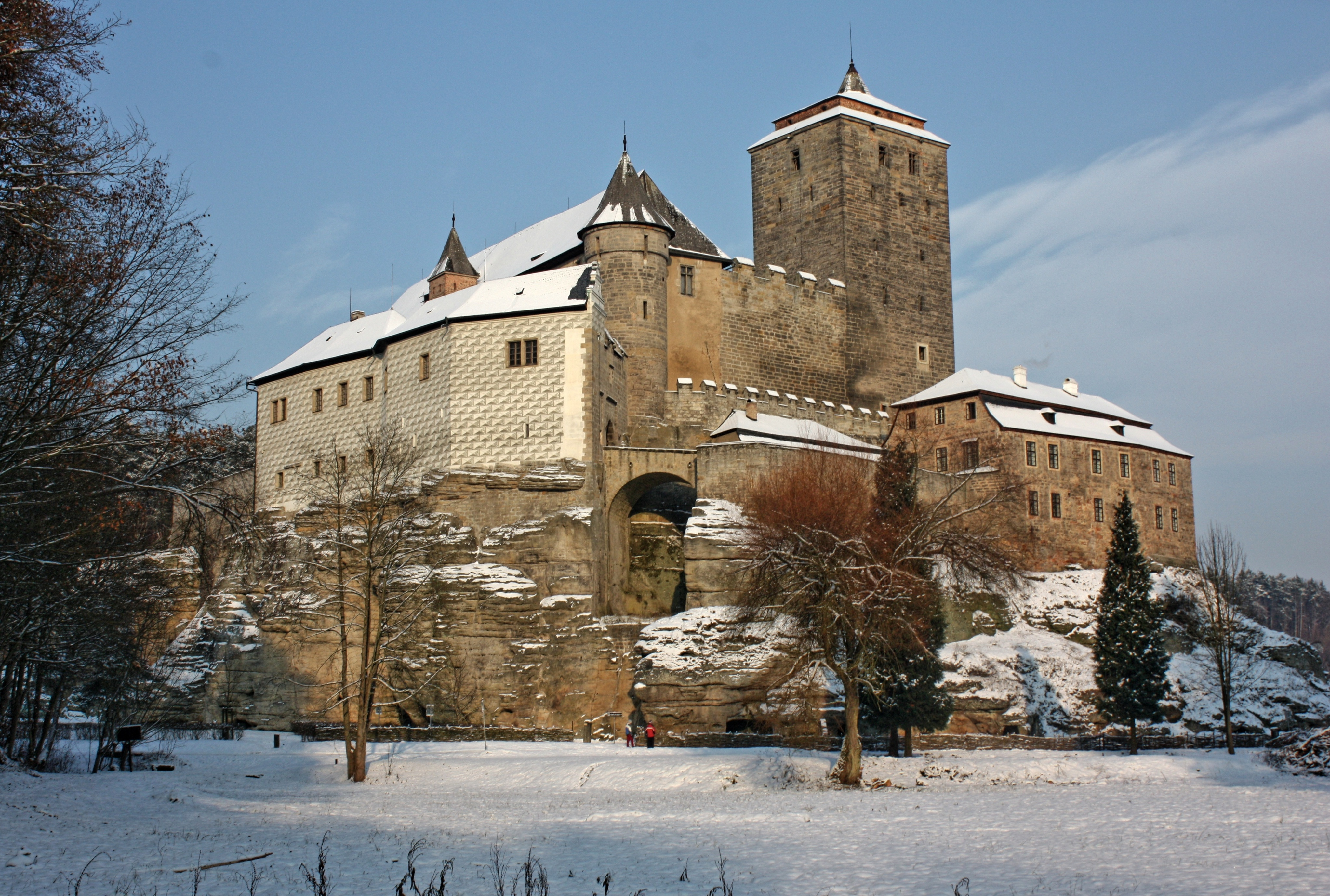
Pohled na hrad od jihu z údolí Plakánek; vlevo Biberštejnský palác, vpravo Bílá věž a úřednický dům pod ní

Jan Zajíc z Hazmburka zemřel roku 1495. Rodového panství se ujali jeho synové, ale Mikuláš zemřel už roku 1496 a Jan následujícího roku. Dědicem se tak stal Mikulášův nezletilý syn Jan Zajíc z Hazmburka, za něhož majetek spravoval Zdeněk Lev z Rožmitálu. Aby uhradil dluhy způsobené předchozími válkami, prodal roku 1497 Kost Janovi ze Šelmberka. K jejímu panství patřilo městečka Sobotka a Dolní Bousov, vsi Březen, Čálovice, Staňkova Lhota, Spyšova, Kdanice, Oseč, Proseč, Vesec, Nepřívěc, Stéblovice, Libošovice, Rytířova Lhota, Malechovice, Dolní Rokytňany, Horní Rokytňany, Osenice, Mackova Lhota, Zelenecká Lhota, Skuřina, Záhumenní Lhota, Rohatsko, Řitonice, Újezdec, Vrbice, Bukovina, Vlčí Pole, Nednebohy, Ochvišťovice, Spařence, Markvartice, Horní Bousov, Přepeře, Studénka a hrad Trosky s jeho vlastním panstvím.
Z Janových synů Kost v roce 1508 zdědil nejmladší Jindřich ze Šelmberka. Za něj dluhy panství dosáhly sedmnácti tisíc českých grošů. Aby dluhy uhradil, prodal Jindřich hrady Kost a Trosky Janovi z Biberštejna. Nový majitel na kostském panství zapsal věno své manželky Anny z Vartenberka. Jako bezdětný roku 1545 panství přenechal svým bratrům Jeronýmovi, Kryštofovi a Zikmundovi z Biberštejna. Sám si ponechal pouze právo odkázat pět tisíc kop grošů, které nakonec odkázal manželce a dalším lidem. Jan z Biberštejna zemřel roku 1551 a z dědiců v té době žil už jen Kryštof, který se sice ujal správy panství, ale sám bydlel především na Frýdlantě, a už 15. prosince 1551 zemřel. Několik dnů předtím zapsal Kost do zemských desek Anně z Bibrštejna, manželce Jana Popela z Lobkovic, jiné Anně z Bibrštejna, manželce Kryštofa Popela z Lobkovic, a její sestře Barboře. Manské statky se ovšem staly královskou odúmrtí.

### Lobkovicové
Obě Anny s Barborou převzaly panství a každá z nich měla třetinový podíl. První zemřela Anna, manželka Jana Popela z Lobkovic. Svůj podíl odkázala manželovi s přáním, aby svým dcerám při vstupu do manželství vyplatil tři sta kop grošů. Jan však pozůstalost převedl na Barboru a druhou Annu. Barbora se provdala za Viléma Trčku z Lípy a svou polovinu Kosti, Trosek, Dolního Bousova, Čímyšle a dalších vesnice převedla na Kryštofa Popela z Lobkovic. Kryštof získal druhou polovinu od své manželky Anny a roku 1559 odprodal Trosky s dílem Řitonic Zikmundu Kryslovi z Louče. Naopak přikoupil ves Loveč a dvůr Lavice. Na předhradí Kosti v roce 1576 založil pivovar. Hrad pro Kryštofa spravovali hejtmané, kterými byli Michal Sak z Bohuňovic (roku 1567), Zikmund Světlík (1579), úředník Matyáš Sobek z Šemberu (1584), Jan Hylbrant ze Všechlap (1584), Jan Vlk mladší z Kvítkova (1585) nebo roku 1590 Jiří Měděnec z Ratibořic a úředník Jan Mšenský.

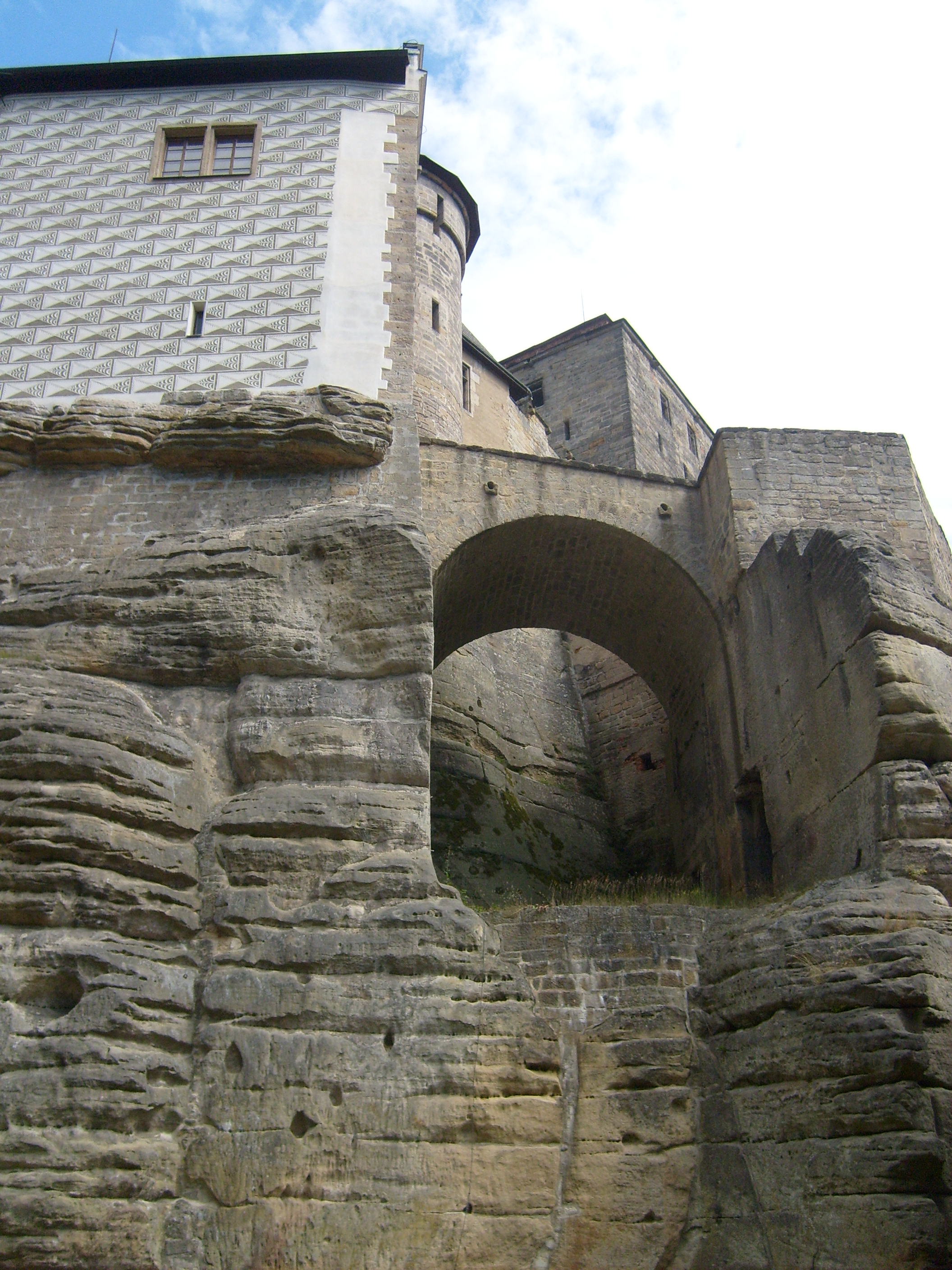
Most přes příkop u první brány

Dalším majitelem hradu se po Kryštofově smrti stal Oldřich Felix Popel z Lobkovic, který výrazně rozšířil práva Sobotky. Hrad za něj v letech 1596–1601 spravoval Simeon Baštěcký ze Sobotky. Oldřich Felix zemřel roku 1604 a z jeho synů Kost zdědil Václav Popel z Lobkovic. Když bezdětný v roce 1615 zemřel, převzal panství jeho bratr Vilém Popel z Lobkovic. Ten je za 130 000 kop míšeňských grošů prodal Marii Magdaléně Trčkové z Lobkovic, která však zaplatila jen 22 400 kop. Zbytek měla doplatit Polyxena z Lobkovic, která roku 1622 Kost od Marii Magdalény koupila. Panství si ponechala do roku 1632, kdy je za 150 000 kop míšeňských grošů prodala Albrechtovi z Valdštejna.
Albrecht z Valdštejna ustanovil kostským hejtmanem Jana Kryštofa Otíka bradského z Labouně. Sám ale Polyxeně zaplatil jen deset tisíc kop grošů, takže ta se po Albrechtově smrti v roce 1634 o kostské panství přihlásila. Císařskou rezolucí z 24. března 1635 jí měla být Kost vrácena, ale došlo k několikaměsíčnímu zdržení, čehož využil Vilém z Vřesovic, který kvůli určitému dluhu 28. července 1636 panství převzal. Polyxena přesto Kost přenechala svému synovi Václavu Eusebiovi Popelovi z Lobkovic. Ten panství 7. října 1637 prodal hraběti Heřmanu Černínovi z Chudenic. S Vilémem z Vřesovic se vyrovnal tak, že dluh převedl na panství hradu Střekov.
V roce 1635 hrad obsadil oddíl císařské armády pod velením hraběte Colloreda. V noci z 18. na 19. května na hradě vypukl požár, při němž vyhořelo téměř celé palácové křídlo v hradním jádře. Oheň ušetřil pouze stáje a dva pokoje, v nichž bydleli písaři.

### Černínové zChudenic
Roku 1639 byl hejtmanem na hradě Svatoš Hosian z Marchendorfu. Na jaře následujícího roku u Sobotky tábořilo osmnáct pluků pod velením Ottavia Piccolominiho, jejichž přítomnost vyčerpávala hospodářské možnosti panství. Hrad byl 26. února vojáky obsazen. Posádku tvořilo 25 mužů se šikovatelem a poručíkem Jakubem Mayerhoferem, kterým musel hejtman vyplácet pravidelný plat a zásobovat je jídlem. Kromě toho musel zajistit stravu pro šest švédských zajatců. Když k hradu přitáhlo dalších šest pluků, požádal Heřman Černín generála Piccolominiho, aby vojsko odešlo. Piccolomini na přímluvu Zikmunda Jana Myslíka z Hyršova vyhověl a vojáci odtáhli k Praze. Přesto až do konce třicetileté války krajinu okolo Kosti často sužovala procházející vojska.
Bezdětný Heřman Černín ustanovil svým hlavním dědicem Humprechta Jana Černína, ale Kost a od ní vzdálené Sedčice odkázal Sylvii Kateřině Černínové z Millesimo. Roku 1658 hrozilo Kosti zboření, protože podle ohledání vojenského inženýra Pieroniho mohl hrad nepřátelům císaře posloužit jako pevnost. Proti tomu se Sylvie Kateřina odvolala, přičemž namítala, že během předcházejících válek žádné vojsko Kost jako pevnost nevyužívalo, že hrad je snadno ohrozitelný dělostřeleckou palbou a že mnoho zdí je už pobořeno. Následovalo ověřování, zda je zboření hradu nutné, a postupnými průtahy byla celé věc zapomenuta.
Humprecht Jan Černín nakonec Kost získal, ale hrad v té době už sto let nesloužil jako vrchnostenské sídlo. Nový majitel si navíc nedaleko vystavěl zámeček Humprecht. Po jeho smrti hrad převzal syn Heřman Jakub Černín. V roce 1689 se na zanedbaném hradě rozpadly klenby nádvorních pavlačí, ze kterých se vstupovalo do jednotlivých místností a do věže. Tehdejší hejtman doporučoval jejich kompletní zboření a nahrazení pavlačí dřevěnou. Roku 1690 se zřítily středověké zdi vartenberského paláce a zbývající tři paláce byly upraveny na sklady obilí. Od té doby hrad využívala jen správa panství a pro příležitostné pobyty vrchnosti sloužilo několik pokojů v tzv. bibrštejnském paláci.

### Osmnácté a devatenácté století
Černínům Kost zůstala do roku 1738. Tehdy byla kvůli dluhům odhadnuta cena panství Kosmonosy a Kost, přičemž Kost samotná byla oceněna na dva tisíce zlatých. Novým majitelem hradu se stal Václav Kazimír Netolický z Eisenberka, který z kostského panství učinil svěřenství. V roce 1760 je po něm zdědil syn Jan Adam Netolický z Eisenberka, který zemřel roku 1769 bez mužského dědice. Kost proto zdědila jeho sestra Anna Terezie, provdaná za hraběte Františka Václava Vratislava z Mitrovic. Po nich hrad přešel na syna Antonína Václava Vratislava Netolického a vnuka Evžena Vratislava z Mitrovic. Jím rod v roce 1867 po meči vymřel, a rozhořel se několikaletý spor jeho sester o dědictví. Roku 1872 bylo rozhodnuto, že Kost připadne Evženovu příbuznému Flaminiovi dal Borgo.
Roku 1866 došlo během prusko-rakouské války k poslednímu boji o hrad. Kost obsadili vojáci chebského pluku, jehož zbytek se utábořil východně od hradu. Večer 28. června se vojáci střetli s pruskými hlídkami a přestřelky pokračovaly i dalšího dne. Rakouští vojáci se nakonec stáhli do hradu, kde odrazili dva pruské útoky. Rakouská posádka poté odtáhla k vojsku soustředěnému u Jičína, a Prusové hrad obsadili.

### Novodobé dějiny

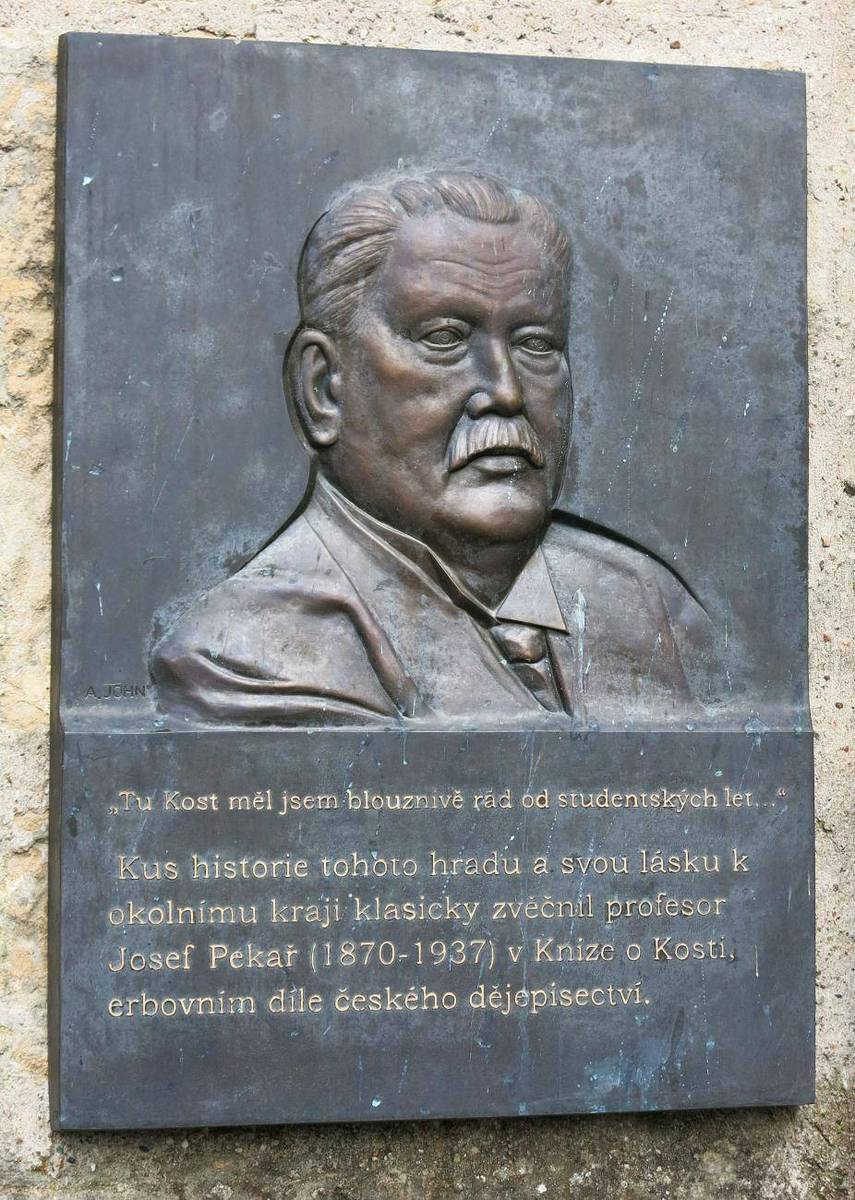
Pamětní deska Josefa Pekaře

V letech 1874–1875 proběhly regotizační památkové práce, jejichž cílem bylo opravit nejzávažnější škody. Přitom byla obnovena cimbuří, tarasní zdi nebo zdivo a střecha Červené věže. Na třetím nádvoří byly strženy hospodářské budovy a sala terrena pod Bílou věží byla upravena pro uschování kočáru. Po požáru z 27. září 1946 byla obnovena střecha bibrštejnského paláce a po architektonické analýze na hradě roku 1953 začaly rozsáhlé restaurátorské práce.
Giovanni Kinský dal Borgo (* 1949), starší syn Václava Norberta Kinského (1924–2008) a poslední majitelky hradu Anny Marie dal Borgo-Netolické (1925–1980), hrad zrestituoval v roce 1992 jako právoplatný dědic své matky a český občan. Poté dal Giovanni Kinský dal Borgo přepsat polovinou vlastnictví hradu na svého bratra Pia Kinského dal Borgo a hrad vlastní prostřednictvím akciové společnosti Kinský dal Borgo.
V roce 2021 skončila rozsáhlá rekonstrukce hradu započatá roku 2019, během níž byl areál odvodněn, došlo ke stabilizaci zdí a podloží a byly opraveny hradby. Dále došlo ke stabilizaci skalního masivu a doplnění omítek na vartenberském a šelmberském paláci. Cena rekonstrukce přesáhla sto milionů korun.
Historii hradu a jeho okolí se věnoval významný český historik Josef Pekař, který napsal dvoudílnou monografii Kniha o Kosti, zachycující ekonomické a historické dějiny místního panství (především v sedmnáctém až devatenáctém století).

## Stavební vývoj

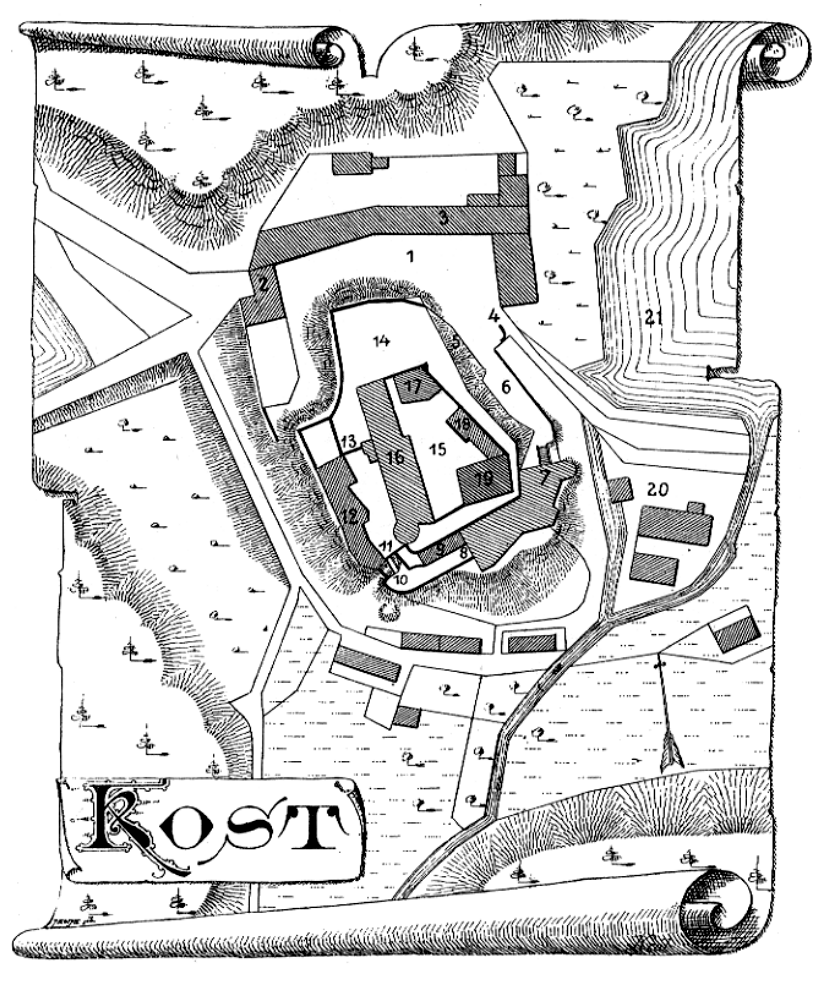
Půdorys hradu od Vojtěcha Krále z Dobré Vody publikovaný roku 1895

Nejstarší stavební fáze hradu z první poloviny čtrnáctého století zanikla záměrným zbořením a po přestavbě ve druhé polovině čtrnáctého století Kost patřila k uvolněným variantám hradů blokového typu.
Z první stavební fáze se podařilo archeologicky doložit existenci tří staveb: brány, bergfritu a menší okrouhlé věže. Předpokládaná hradba byla zcela rozebrána a původní palác stával nejspíše v místech pozdější velké čtverhranné věže. Pozůstatky bergfritu se nachází pod dochovanou kaplí. Věž měla zdivo silné 3,2 metru a vnější průměr 9,9 metru. Menší okrouhlá věž se nacházela jihovýchodně od bergriftu a měla průměr 7,7 metru. Z brány se dochovala torza dvou zdí. Původní budova stála severně od bergfritu a měla nejspíše charakter věžové stavby se stranou dlouhou 7,5 metru. Při přestavbě byl vnější portál brány zazděn a budova ještě po určitou dobu sloužila jako věž.
Podle Tomáše Durdíka byla jedinou dochovanou budovou z nejstaršího období čtverhranná obytná věž postavená z lomového kamene v severozápadním nároží hradního jádra, ale pravděpodobně byla postavena až na začátku přestavby Petra z Vartenberka. Věž měla tři plochostropá patra a sklepní valeně klenutou místnost. Nejvyšší patro věže s bohatě profilovanými okny je výsledkem úprav na konci čtrnáctého století.
Ve druhé polovině čtrnáctého století bylo změněno vedení přístupové cesty, která spirálovitě stoupá okolo skály k hradu. Jádro získalo dochovaný lichoběžný obrys s dominantním pětipatrovým donjonem. Podél západní hradby byl vybudován palác, propojený užším spojovacím křídlem s nejstarší věží v severozápadním cípu jádra. V nároží paláce se nachází okrouhlá věž (zvaná Červená), v jejímž interiéru bývala původní hradní kaple. Průměr věže je pouze šest metrů. U její paty se nachází tehdejší první brána s brankou pro pěší. Jejich portály se uzavíraly padacími mosty spouštěnými přes příkop. Druhá brána se nachází pod severozápadním nároží paláce v místech, kde z rovné zdi vystupuje čtverhranná věžice. Do vnitřního nádvoří se vstupovalo třetí bránou na severní straně jádra. Na nádvoří stála proti paláci kuchyně a severovýchodní nároží zaujala rozměrná kaple s dvojbokým závěrem. Kaple nejprve měla plochý trámový strop, který byl podle Zdeňka Wirtha krátce po roce 1551 nahrazen cihlovou křížovou klenbou s lunetami. Obranyschopnost jádra na jižní, východní a severní straně zesiloval parkán, v jehož širší části před třetí bránou nejspíše stávaly hospodářské budovy.
Velká věž, tzv. Bílá, má půdorys ve tvaru téměř pravidelného lichoběžníku s delší stranou dlouhou 17,6 metru a kratší stranou o délce čtrnáct metrů. Šířka věže měří dvanáct metrů a tloušťka obvodových zdí dosahuje 3,2 metru. Nejstarší vstup do věže vedl v úrovni druhého patra po pavlači z jižní hradby. Nižší úrovně věže sloužily od počátku ke skladování obilí. Hlavní obytný prostor se nachází pod korunou zdiva a na fasádě se projevuje velkými okny. Do zkosené zdi jednoho rohu obytného patra byl vložen trezor.

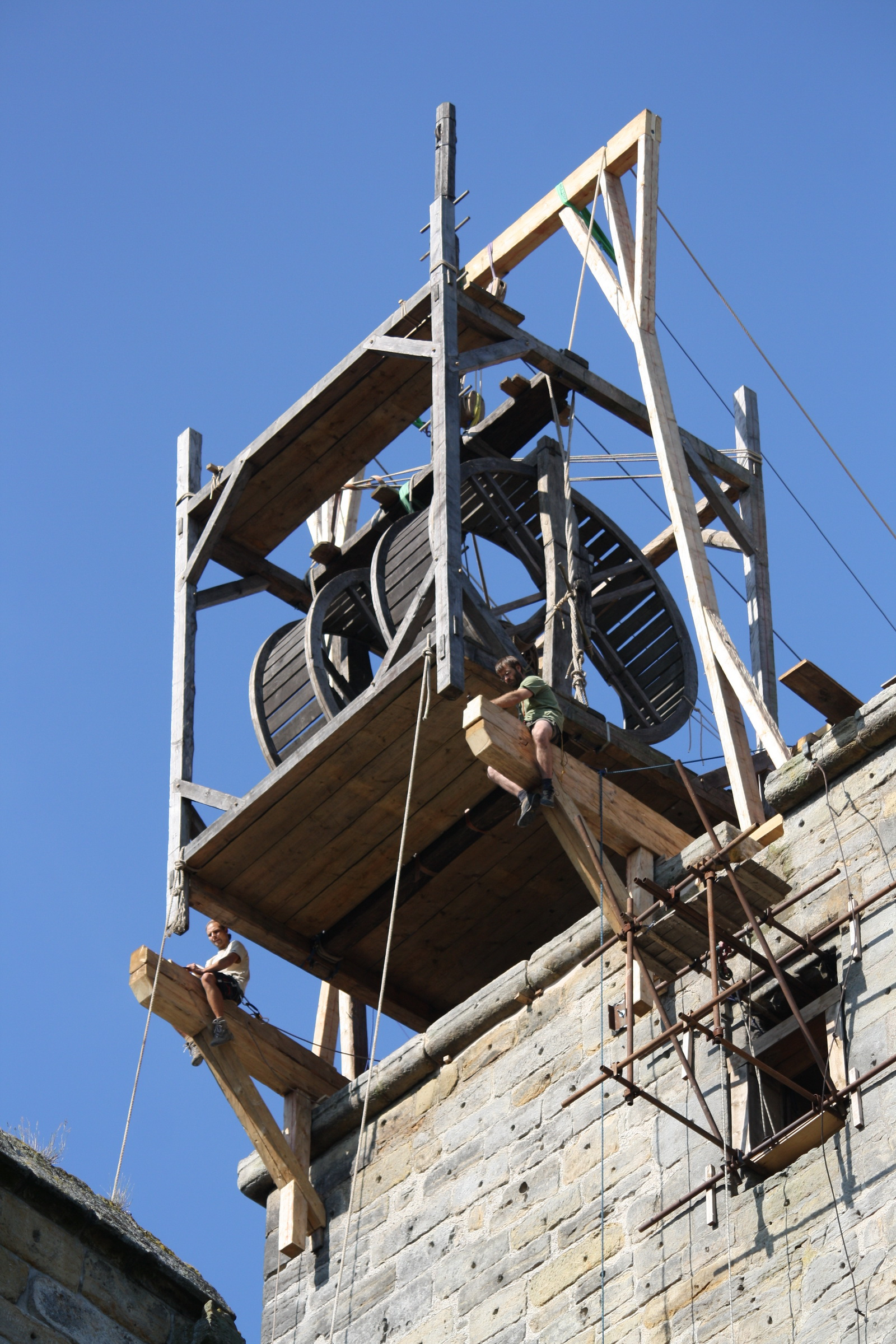
Replika historického jeřábu používaná při opravě hradu

Interiér protilehlého paláce téměř zanikl po zřícení podélných zdí v roce 1690 a následné úpravě na sýpku. Původní jsou pouze sklepy tvořené trojicí valeně klenutých prostor. Místnost, která sousedí s okrouhlou věží má čtvercový půdorys a její klenba je dvojitá. Původně ji nesly půlkruhové, později zazděné, arkády, svedené do středního pilíře. Podobné prostorové členění snad mělo také vyvýšené přízemí, později upravené na byt šafáře, přístupný z nádvoří předloženým schodištěm. Ze schodiště se dochovaly jen fragmenty portiku. Okrouhlá věž byla přístupná z přízemí a ve druhém patře, kde bývala kaple, také hrotitým portálem ze sousedního sálu.
Na severu k paláci přiléhalo užší křídlo, ze kterého se ve zvýšeném přízemí dochovala jen černá kuchyně s předsíní. V šestnáctém století byla tato část hradu přestavěna na tzv. Šelmberský palác. Ve stejné době byl u paty Bílé věže postaven pozdně gotický dům pro ubytování úředníků, který byl roku 1875 upraven na kůlnu na kočáry. Obytné prostory hradu dále rozšířil Jan z Biberštejna, který roku 1545 nechal v prostoru mezi první a druhou branou postavit tzv. Biberštejnský palác. Se starým palácem v hradním jádře jej spojoval přechod nad druhou branou.
Ve druhé polovině šestnáctého století byl v podhradí vybudován pivovar a z nově ohrazeného prostoru vedly brány směrem k Sobotce a Turnovu. Brána u Bílého rybníka byla v polovině devatenáctého století zbořena a na jejím místě umístěna socha svatého Jana Nepomuckého. Pod Bílou věží vyrostla dlouhá budova určená pro úředníky správy panství. Všechny budovy z této stavební fáze a Bibrštejnský palác byly opatřeny sgrafitovými omítkami.
Albrecht z Valdštejna zamýšlel přestavbu Kosti na jednu z hlavních pevností svého panství, ale po jeho smrti byla z celého projektu realizována jen barokní sala terrena u paty Bílé věže.

## Kost ve filmu
- Radúz a Mahulena (1970, režie: Petr Weigl)
- Toulavý Engelbert (1973, režie: Juraj Herz)
- S čerty nejsou žerty (1984, režie: Hynek Bočan)
- Paví pírko (1987, režie: Petr Weigl)
- Sněhurka – Příběh hrůzy (1997, režie: Michael Cohn)
- Červený Bedrník (1999, režie: Patrick Lau, Graham Theakston, Simon Langton)
- O ztracené lásce (2002, režie: Viktor Polesný, Josef Novák-Wajda )
- Kletba bratří Grimmů (2005, režie: Terry Gilliam)
- O uloupené divožence (2007, režie: Milan Cieslar)
- Hannibal/zrození (2007, režie: Peter Webber)
- Kouzla králů (2008, režie: Zdeněk Zelenka)
- Ztracený princ (2008, režie: Václav Křístek)
- Odkaz hříšnice (německy Das Vermächtnis der Wanderhure, 2012, režie: Thomas Nennstiel)
- Jan Hus (2015, režie: Jiří Svoboda)
- Řachanda (2016, režie: Marta Ferencová)
- Soumrak templářů (anglicky Knightfall, seriál)
  - 9. díl první série – Fiat! (2018, režie: Douglas Mackinnon)
  - 10. díl první série – Vidíš modrou? (2018, režie: Douglas Mackinnon)

## Expozice
Hrad je přístupný veřejnosti od dubna do konce října. Prohlídka hradu je rozdělena do čtyř okruhů:
- Okruh Rod Kinských v Čechách s rodinnými portréty a obrazy
- Okruh Mučírna zaměřený na trestní právo v šestnáctém až osmnáctém století
- Spojený první a druhý okruh
- Zkrácený okruh zaměřený na exteriéry hradu